# Phare de la Barra
Le phare de la Barra se situe sur l'antique Pointe du Padrão, à Salvador, sur le littoral de l'État de Bahia, au Brésil.
Ce phare est la propriété de la Marine brésilienne  et il est géré par le Centro de Sinalização Náutica e Reparos Almirante Moraes Rego (CAMR) au sein de la Direction de l'Hydrographie et de la Navigation (DHN).

## Histoire
Au XVIIe siècle, le port de Salvador était l'un des plus actifs et importants d'Amérique et il était nécessaire aux embarcations qui arrivait dans la Baie de Tous les Saints à la recherche de pau brasil et d'autres bois précieux, de sucre, de coton, de tabac et d'autres marchandises, pour approvisionner le marché européen.
À la fin de ce siècle, après le tragique naufrage du Galion Santíssimo Sacramento, capitaine de la flotte de la Compagnie Générale de Commerce du Brésil, sur un banc de sable à l'embouchure du Rio Vermelho, le 5 mai 1668, le Fort de Santo Antônio da Barra fut réédifié à partir de 1696, pendant le Gouvernement général de João de Lencastre (1694-1702). Il y fut installé un phare - une tourelle quadrangulaire coiffée d'une lanterne de bronze recouverte de vitres, alimentée d'huile de baleine et, selon l'Institut Géographique et Historique de Bahia, le premier du Brésil et le plus ancien du continent (1698), quand il passa à être nommé Vigia da Barra ou Farol da Barra.
Le journal de bord du corsaire anglais William Dampier, en 1699, relate : « L'entrée de la Baie de Todos os Santos est défendue par l'imposant Fort de Santo Antônio, dont les lampions sont allumés et suspendus pour l'orientation des navires, que nous vîmes. »
Le Décret de la Régence du 6 juillet 1832 décida de l'installation d'un phare plus moderne, fabriqué en Angleterre, en remplacement de l'ancien. Au terme des travaux, après l'inauguration du 2 décembre 1839, le nouvel équipement de lumière cathoptique s'élevait sur une tour tronconique de maçonnerie, avec une portée de 18 milles nautiques par temps clair.
En 1937 le phare reçu l'électricité, devenant un des symboles de la capitale de Bahia, inspirant artistes et poètes.

## Musée nautique
À l'intérieur du phare, on peut aujourd'hui visiter le Musée Nautique, avec de nombreux modèles réduits de bateaux, de grandes embarcations qui ont été utilisées à l'époque de la découverte du Brésil, et des objets récupérés au fond de la mer.

## Caractéristique dufeu maritime
- Fréquence sur 30 secondes : (alternance W-W-R)
  - Lumière : 5 secondes
  - Obscurité : 5 secondes

Identifiant : ARLHS : BRA096 ; BR1472 - Amirauté : G0242 - NGA :110-18028 .

## Galerie

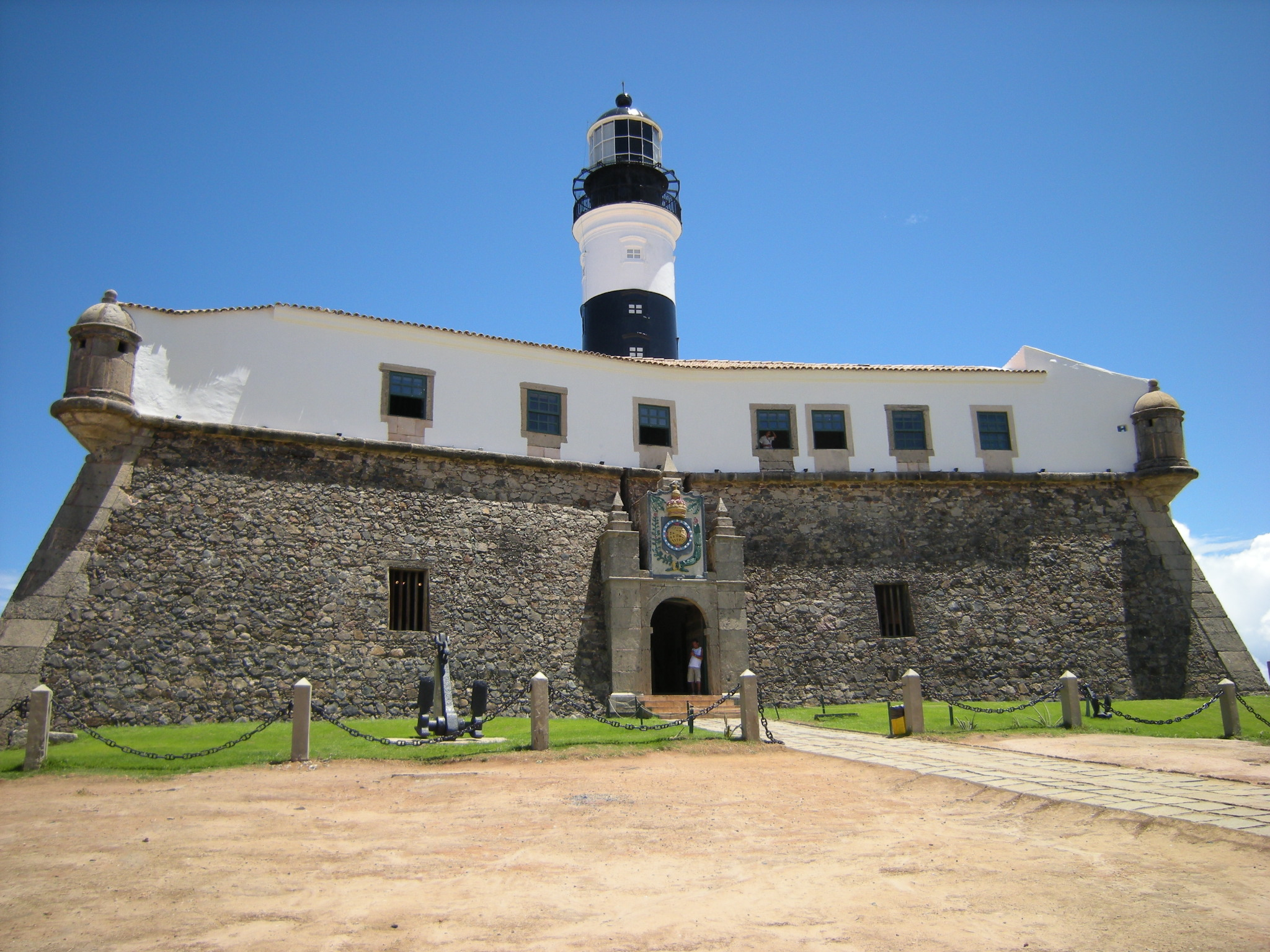
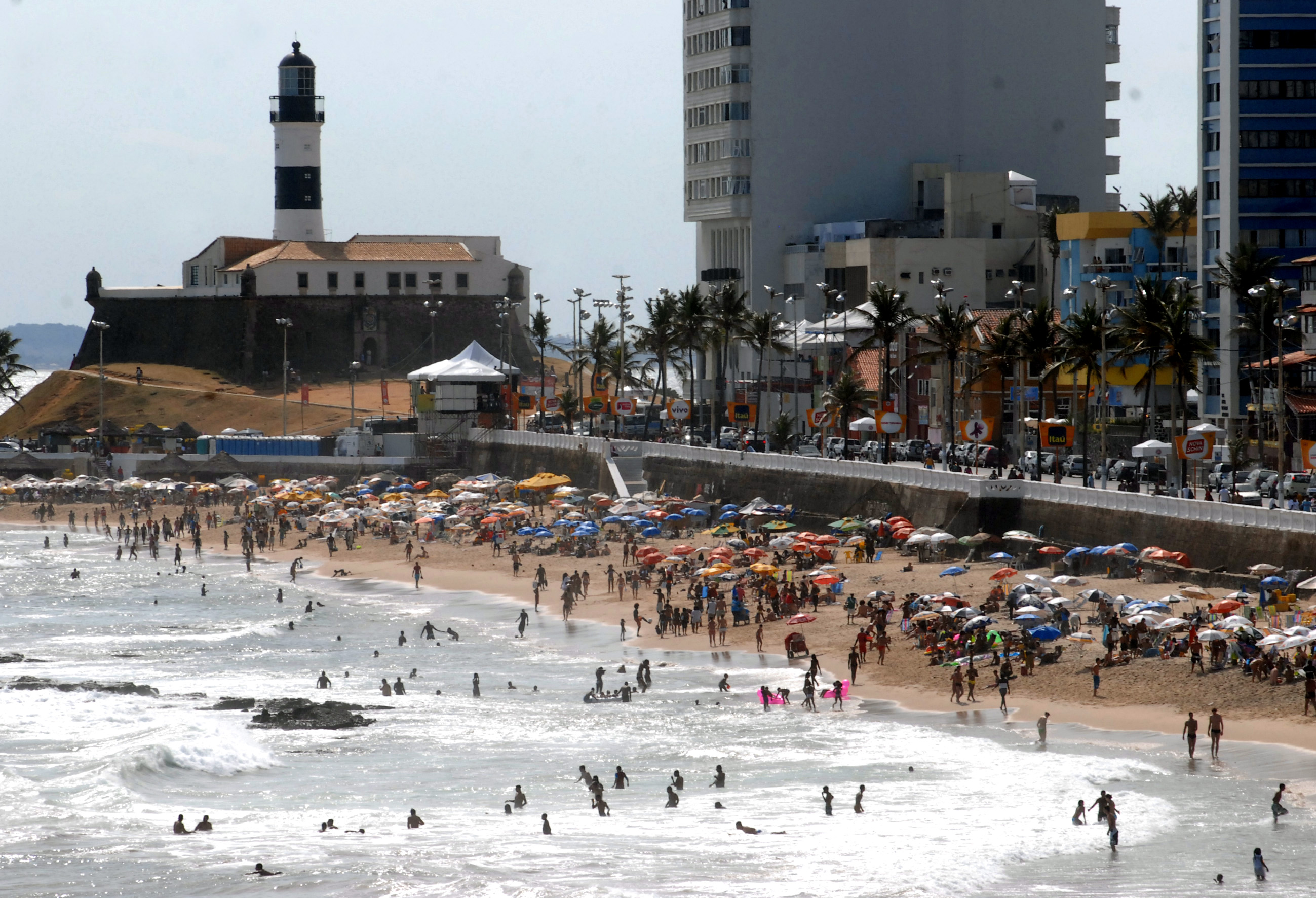
Le phare vu depuis la plage
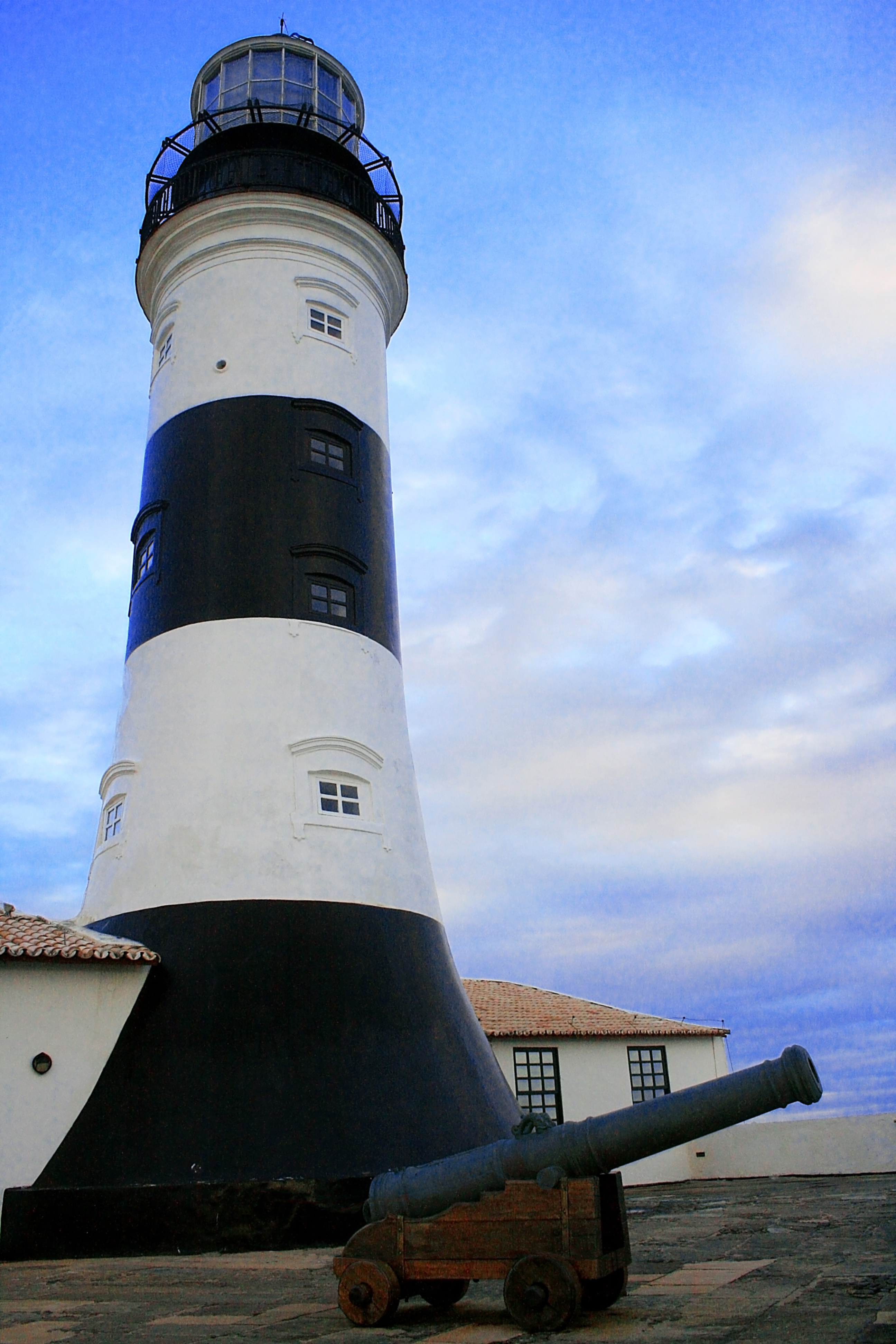
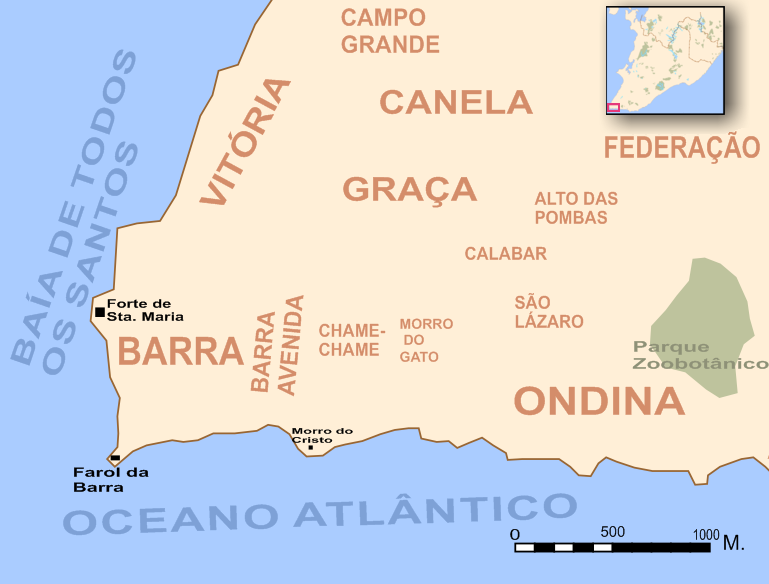
Localisation du phare
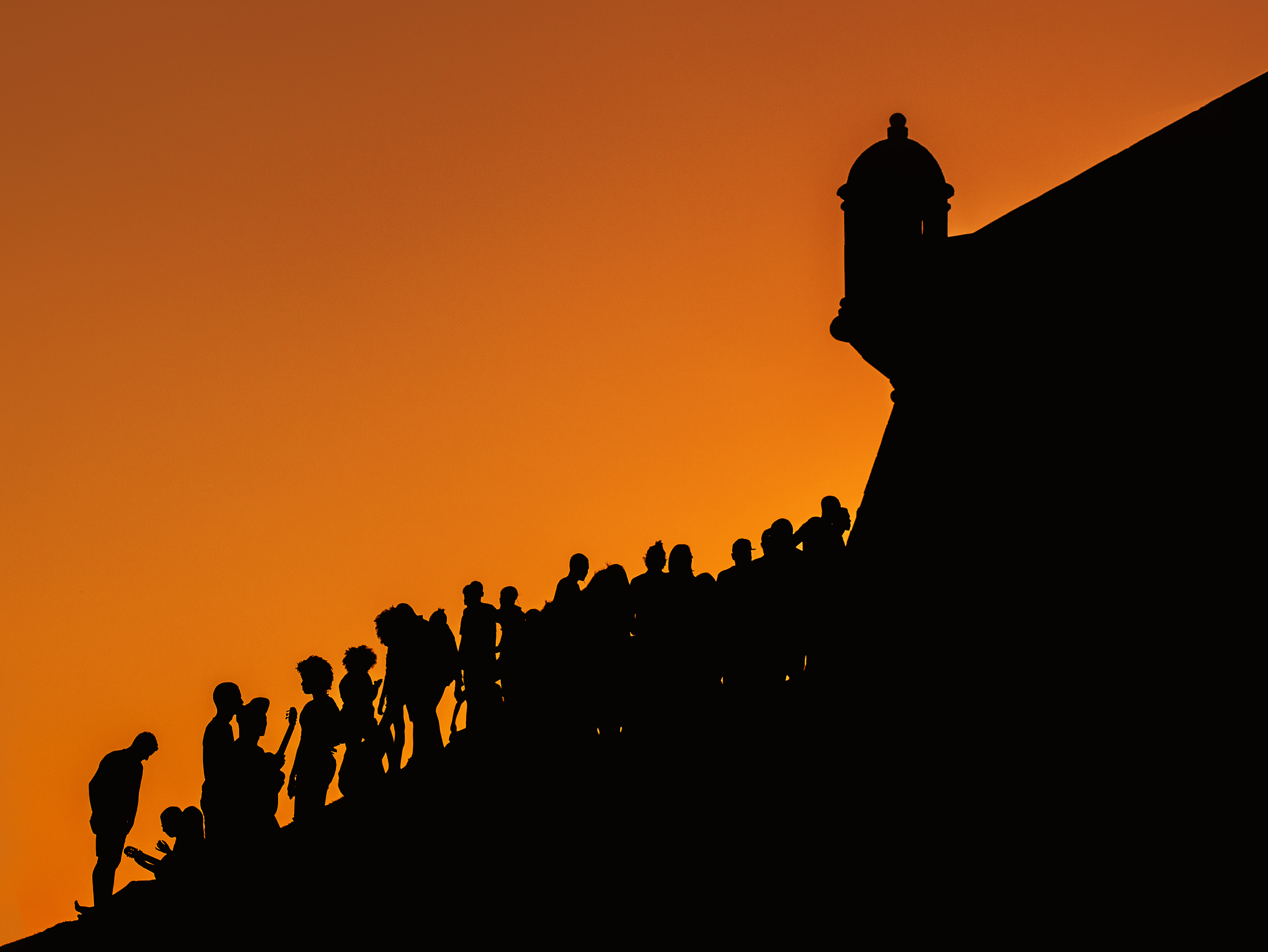
Un peu de monde au Forte de Santo Antônio da Barra (pt) où se trouve le phare. Novembre 2015.